# Équipe d'Italie de curling
L'équipe d'Italie de curling est la sélection qui représente l'Italie dans les compétitions internationales de curling.
En 2017, l'équipe nationale est classé comme nation numéro 13 chez les hommes et chez les femmes.

## Palmarès et résultats

### Palmarès masculin
Titres, trophées et places d'honneur
- Jeux Olympiques Hommes depuis 2006
  - Meilleur résultat : 7ème

| Jeux olympiques     | Classement | Skip          | Third        | Second                  | Lead             | Remplaçant    |
| ------------------- | ---------- | ------------- | ------------ | ----------------------- | ---------------- | ------------- |
| Nagano 1998         | NC         | NC            | NC           | NC                      | NC               | NC            |
| Salt Lake City 2002 | NC         | NC            | NC           | NC                      | NC               | NC            |
| Turin 2006          | 7e         | Joel Retornaz | Fabio Alvera | Gian Paolo Zandegiacomo | Antonio Menardi  | Marco Mariani |
| Vancouver 2010      | NC         | NC            | NC           | NC                      | NC               | NC            |
| Sotchi 2014         | NC         | NC            | NC           | NC                      | NC               | NC            |
| Pyeongchang 2018    | 9e         | Joël Retornaz | Amos Mosaner | Simone Gonin            | Daniele Ferrazza | Andrea Pilzer |

- Championnats du monde Hommes depuis 2005
  - Meilleur résultat : 9ème  (Round Robin)
- Championnats d'Europe Hommes depuis 2003
  - Meilleur résultat : 4e

### Palmarès féminin
Titres, trophées et places d'honneur
- Jeux Olympiques Femmes depuis 2006
  - Meilleur résultat : 10e

| Jeux olympiques     | Classement | Skip          | Third            | Second        | Lead             | Remplaçant      |
| ------------------- | ---------- | ------------- | ---------------- | ------------- | ---------------- | --------------- |
| Nagano 1998         | NC         | NC            | NC               | NC            | NC               | NC              |
| Salt Lake City 2002 | NC         | NC            | NC               | NC            | NC               | NC              |
| Turin 2006          | 10e        | Diana Gaspari | Giulia Lacedelli | Rosa Pompanin | Violetta Caldart | Eleonara Alvera |
| Vancouver 2010      | NC         | NC            | NC               | NC            | NC               | NC              |
| Sotchi 2014         | NC         | NC            | NC               | NC            | NC               | NC              |
| Pyeongchang 2018    | NC         | NC            | NC               | NC            | NC               | NC              |

- Championnats du monde Femmes depuis 2003
  - Meilleur résultat : 8ème
- Championnats d'Europe Femmes depuis 1975
  - Meilleur résultat : 2ème
  - 2 fois deuxième en 2006, 1982
  - 1 fois troisième en 2017

### Palmarès mixte
Titres, trophées et places d'honneur
- Championnat du Monde Doubles Mixte depuis 2015
  - Meilleur résultat :  Huitièmes de finale en 2017

### Palmarès curling en fauteuil
| Jeux paralympiques | Classement | Skip             | Third            | Second                | Lead           | Remplaçant        |
| ------------------ | ---------- | ---------------- | ---------------- | --------------------- | -------------- | ----------------- |
| Turin 2006         | 8e         | Egidio Marchese  | Andrea Tabanelli | Pierino Gaspard       | Rita Dal Monte | Emanuele Spelorzi |
| Vancouver 2010     | 5e         | Andrea Tabanelli | Egidio Marchese  | Gabriele Dallapiccola | Angela Menardi | Emanuele Spelorzi |
| Sotchi 2014        | NC         | NC               | NC               | NC                    | NC             | NC                |
| Pyeongchang 2018   | NC         | NC               | NC               | NC                    | NC             | NC                |